# Leea
Leea är ett släkte av vinväxter. Leea ingår i familjen vinväxter.

## Dottertaxa tillLeea, i alfabetisk ordning[1]
- Leea aculeata
- Leea acuminatissima
- Leea adwivedica
- Leea aequata
- Leea alata
- Leea amabilis
- Leea angulata
- Leea asiatica
- Leea coccinea
- Leea compactiflora
- Leea congesta
- Leea coryphantha
- Leea cumingii
- Leea curtisii
- Leea glabra
- Leea gonioptera
- Leea grandifolia
- Leea heterodoxa
- Leea indica
- Leea krukoffiana
- Leea longifoliola
- Leea macrophylla
- Leea macropus
- Leea magnifolia
- Leea manillensis
- Leea papuana
- Leea philippinensis
- Leea quadrifida
- Leea rubra
- Leea saxatilis
- Leea setuligera
- Leea simplicifolia
- Leea smithii
- Leea spinea
- Leea tetramera
- Leea thorelii
- Leea tuberculosemen
- Leea unifoliolata
- Leea zippeliana